# Marta Vilalta i Torres
Marta Vilalta i Torres   (Torregrossa, 3 de desembre de 1984) és una periodista i política catalana, diputada al Parlament de Catalunya en la X, XII i XIII legislatures. El febrer de 2016 va ser nomenada directora general de Joventut de la Generalitat de Catalunya. El setembre de 2018 va ser nomenada Vicesecretària General d'Estratègia, Entorn i Gestió del Coneixement d'Esquerra Republicana de Catalunya a la remodelació de la seva executiva.
Llicenciada en Periodisme per la Universitat Autònoma de Barcelona, actualment cursa Ciències Polítiques i de l'Administració a la Universitat Oberta de Catalunya. Ha treballat, entre altres mitjans de comunicació, a Ràdio Tàrrega, Segre i Televisió de Catalunya. Entre el 2007 i el 2009 va ser la cap de premsa de la federació regional d'Esquerra Republicana de Lleida i del 2009 al 2012 va treballar a l'Oficina de Comunicació del Departament de Governació i Relacions Institucionals de la Generalitat de Catalunya. Del 2008 al 2012 va ser la cap de premsa del festival político-musical Acampada Jove.
Militant d'Esquerra Republicana des del 2004. Durant la seva militància a les Joventuts d'Esquerra Republicana va ser portaveu de la regional de Ponent (2007-2009), secretària nacional de comunicació (2011-2013) i candidata de l'organització a les eleccions al Parlament de Catalunya del 2012, en les quals va ser escollida diputada. El 2015 es presentà a les eleccions al Parlament de Catalunya com a membre d'ERC amb la coalició independentista Junts pel Sí. També el 2015 va entrar a formar part de l'Executiva Nacional d'Esquerra Republicana de Catalunya com a Secretària d'Entorn i el 2018 va ser escollida portaveu d'ERC, a proposta de Pere Aragonès. Va encapçalar la llista del partit en les eleccions al Parlament de Catalunya de 2024 per a la circumscripció de Lleida.
Membre, entre altres entitats, d'Òmnium Cultural, l'Assemblea Nacional Catalana i el Club Esportiu Patí Torregrossa. Autora del llibre "La Centralitat, en Joc: Conversa amb cinc veus representatives de partits polítics sobre la recerca de l'hegemonia a Catalunya".